# Bodegón con ciruelas, brevas, pan y recipientes
Bodegón con ciruelas, brevas, pan y recipientes, o Bodegón con ciruelas, brevas, pan, barrilete, jarras y otros recipientes es una de las obras más conocidas y apreciadas de Luis Egidio Meléndez. Este lienzo forma parte de las colecciones del Museo del Prado.

## Introducción
Luis Egidio Meléndez empezó a trabajar como miniaturista, pero pronto se dedicó a la pintura de bodegón, siendo el principal artista de este género en la España del siglo XVIII. Su principal contribución fue una serie de bodegones para el Gabinete de Historia Natural del Príncipe de Asturias (futuro Carlos IV). Sus bodegones se acercan y a la vez difieren de la tradición española del bodegón. Por una parte se asemeja a los maestros anteriores, colocando los objetos ante un fondo oscuro. Pero —a diferencia de la mayoría de pintores barrocos— Meléndez representa objetos humildes de cocina, en lugar de vistosos recipientes de aparador.

## Análisis de la obra

### Datos técnicos y registrales
- Madrid, Museo del Prado, n º. de inventario: P000924;[3]
- Pintura al óleo sobre lienzo;
- Dimensiones: 35 x 48 cm;
- Datación: 1760-1770;
- Firmado en el borde derecho del tablero: L.Mz.

### Descripción de la obra
Como en otras obras de la misma serie, el pintor presenta los objetos sobre una tabla de madera, con grietas y veteada. En la parte derecha representa una jarra de cerámica de Talavera,  blanca, con un filete anaranjado en el borde y con una asa sinuosa. Delante de la jarra hay tres higos, y detrás se ve una ciruela y cuatro platos de loza, uno encima del otro. En el centro y en la parte izquierda —en primer término— hay un grupo de diecisiete ciruelas, tras las cuales aparece una pieza de pan. En el fondo se representa un barrilete de madera —centrando la composición— y, a la izquierda, un lebrillo de cerámica que contiene un pescado, del cual solo es visible la cola.
Este bodegón es uno de los mejores ejemplos de la maestría de Meléndez.al representar las calidades de los objetos inertes. La luz —proveniente del ángulo superior izquierdo— modela los objetos, y acentúa sus tonalidades, de forma que adquieren una cualidad casi mágica. Las ciruelas deslumbran por la sutil vibración de sus pieles. La rotunda jarra de Talavera impone, junto a la calidad crujiente del pan, la solidez de su materia.

## Procedencia
- Colección Real (Palacio Real de Madrid), gabinete de historia natural del príncipe de Asturias, 1771;
- Casita del Príncipe (El Escorial), 1778;
- Palacio Real de Aranjuez, pabellón grande del embarcadero, hacia 1785;
- Aranjuez, habitaciones del príncipe, hacia 1800, n º. 7;
- Aranjuez, pieza de cubierto del rey, 1818, n º. 7).[7]